# Малодолинское
Малодолинское (укр. Малодолинське) — село, относится к Черноморскому городскому совету Одесской области Украины.
Население по переписи 2001 года составляло 3177 человек. Почтовый индекс — 68093. Телефонный код — 4868. Занимает площадь 2,01 км². Код КОАТУУ — 5110890301.
Сельская Администрация находится по адресу с. Малодолинское, ул. Мира, 17

## История
В 1945 г. Указом ПВС УССР село Малая Акаржа переименовано в Малодолинское.

## Общественный транспорт
Через Малодолинское проходит несколько пригородных, городских и междугородных маршрутов
Городские маршруты 
№1 (Малодолинское — Черноморск), 
№11 (Малодолинское — Черноморск), 
№15 (Рыб.порт — Б.Балка — Черноморск)
Пригородные маршруты
№7 (Великодолинское — Черноморск),
№12 (Черноморск — Гор.кладбище),
№535 (Овидиополь — Одесса)
Междугородние маршруты
№25 (Черноморск — Одесса)
№60 (Черноморск — Одесса)
№81 (Черноморск — Обл.больница)
Также в селе проходит железная дорога на линии "Одесса — Белгород-Днестровский". Курсирует пригородные электрички "Каролино-Бугаз — Одесса" и "Одесса — Каролино-Бугаз"

## Местный совет
68093, Одесская обл., г. Черноморск, пр. Мира, 33